# Edmund Szeliga
Edmund Szeliga (ur. 9 listopada 1910 w Tychach, zm. 3 września 2005) – polski duchowny rzymskokatolicki, salezjanin, misjonarz. 

## Życiorys
Miał czworo rodzeństwa. Jego ojciec Edmund, zginął w trakcie I wojny światowej. Przed wstąpieniem do salezjańskiego nowicjatu w Czerwińsku, ukończył szkołę powszechną w rodzinnych Tychach, a następni gimnazjum w Oświęcimiu. Już w zakonie został skierowany na studia filozoficzne na Uniwersytecie Jagiellońskim. W 1930 wyraził gotowość wyjazdu na misję i w grudniu tego samego roku przybył do Peru, gdzie po opanowaniu języka hiszpańskiego i keczuańskiego, pracował jako nauczyciel matematyki. Po pięciu latach został wysłany w celu odbycia wyższych studiów teologicznych we Włoszech, gdzie w dniu 2 lipca 1939 otrzymał wyższe święcenia kapłańskie. Po powrocie do Peru, zaangażował się w prace z rdzennymi mieszkańcami Amazonii, wśród których działał przez blisko 40 lat. Od 1965 zajmował się ziołolecznictwem i jego popularyzacją w tym szczególnie vilcacory. Był współinicjatorem powstania Peruwiańskiego Instytutu Fitoterapii Andyjskiej (IPIFA) w Limie, w 1983. 
Był także Honorowym Członkiem Polonijnego Klubu Podróżnika. 
Zmarł 3 września 2005 w Peru i został pochowany na cmentarzu El Angel w Limie.

## Wybrane odznaczenia
- Krzyż Oficerski Orderu Zasługi Rzeczypospolitej Polskiej (1999)[2]